# Élections sénatoriales de 1998 dans l'Allier
Les élections sénatoriales dans l'Allier ont eu lieu le dimanche 27 septembre 1998. 
Elles ont eu pour but d'élire les sénateurs représentant le département au Sénat pour un mandat de neuf années.

## Contexte départemental
Lors des élections sénatoriales du 24 septembre 1989 dans l'Allier, deux sénateurs ont été élus, Jean Cluzel (UDF-CDS) et Bernard Barraux (UDF-CDS).
Depuis, tous les effectifs du collège électoral des grands électeurs ont été renouvelés, avec les élections législatives françaises de 1997, les élections régionales françaises de 1998, les élections cantonales de 1994 et 1998 et les élections municipales françaises de 1995.

## Sénateurs sortants
| Sénateur | Sénateur        | Parti | Fonctions lors de l'élection en 1989                 |
| -------- | --------------- | ----- | ---------------------------------------------------- |
|          | Bernard Barraux | UDF   | Conseiller général, maire de Marcillat-en-Combraille |
|          | Jean Cluzel     | UDF   | Sénateur sortant, conseiller général                 |

## Présentation des candidats
Les nouveaux représentants sont élus pour une législature de 9 ans au suffrage universel indirect par les 999 grands électeurs du département. 
Dans l'Allier, les sénateurs sont élus au scrutin majoritaire à deux tours. 
| Candidats | Candidats             | Parti | Principale fonction                                                    |
| --------- | --------------------- | ----- | ---------------------------------------------------------------------- |
|           | Jean Desgranges       | PCF   | Conseiller général, maire de Domérat                                   |
|           | Cathy Savel           | PCF   |                                                                        |
|           | Claudy Aubert-Dasse   | Verts | Conseillère municipale de Montluçon                                    |
|           | René Charette         | PS    | Conseiller général, maire d'Avermes                                    |
|           | Jacques Cortez        | PRG   | Conseiller général, maire de Donjon                                    |
|           | Bernard Barraux       | UDF   | Sénateur sortant, conseiller général, maire de Marcillat-en-Combraille |
|           | Gérard Dériot         | UDF   | Conseiller général, maire de Cérilly                                   |
|           | Bernard Le Provost    | DVD   | Conseiller régional, conseiller général, maire de Lapalisse            |
|           | Daniel Lacassagne     | DL    | Conseiller municipal de Saint-Pourçain-sur-Sioule                      |
|           | Pierre-André Périssol | RPR   | Conseiller régional, maire de Moulins                                  |
|           | Alain Compagnon       | FN    |                                                                        |
|           | Jacques Mayadoux      | FN    | Conseiller régional, conseiller municipal de Vichy                     |

## Résultats
| Candidat et parti politique | Candidat et parti politique | Candidat et parti politique | Premier tour | Premier tour | Second tour | Second tour |
| Candidat et parti politique | Candidat et parti politique | Candidat et parti politique | Voix         | %            | Voix        | %           |
| --------------------------- | --------------------------- | --------------------------- | ------------ | ------------ | ----------- | ----------- |
|                             | Gérard Dériot               | UDF                         | 338          | 34,42        | 500         | 51,18       |
|                             | Bernard Barraux             | UDF                         | 322          | 32,79        | 509         | 52,10       |
|                             | Pierre-André Périssol       | RPR                         | 261          | 26,58        | Retrait     | Retrait     |
|                             | Jean Desgranges             | PCF                         | 250          | 25,46        | 454         | 46,47       |
|                             | René Charette               | PS                          | 225          | 22,91        | 440         | 45,04       |
|                             | Cathy Savel                 | PCF                         | 196          | 19,96        | Retrait     | Retrait     |
|                             | Jacques Cortez              | PRG                         | 116          | 11,81        | Retrait     | Retrait     |
|                             | Bernard Le Provost          | DVD                         | 68           | 6,92         | Retrait     | Retrait     |
|                             | Daniel Lacassagne           | DL                          | 23           | 2,34         | Retrait     | Retrait     |
|                             | Claudy Aubert Dasse         | Verts                       | 21           | 2,14         | Retrait     | Retrait     |
|                             | Jacques Mayadoux            | FN                          | 13           | 1,32         | Retrait     | Retrait     |
|                             | Alain Compagnon             | FN                          | 4            | 0,41         | Retrait     | Retrait     |
|                             |                             |                             |              |              |             |             |
| Inscrits                    | Inscrits                    | Inscrits                    | 999          | 100,00       | 999         | 100,00      |
| Abstentions                 | Abstentions                 | Abstentions                 | 2            | 0,20         | 9           | 0,90        |
| Votants                     | Votants                     | Votants                     | 997          | 99,80        | 990         | 99,10       |
| Blancs et nuls              | Blancs et nuls              | Blancs et nuls              | 15           | 1,50         | 13          | 1,31        |
| Exprimés                    | Exprimés                    | Exprimés                    | 982          | 98,50        | 977         | 98,69       |